# Systoechus sinaiticus
Systoechus sinaiticus är en tvåvingeart som beskrevs av Efflatoun 1945. Systoechus sinaiticus ingår i släktet Systoechus och familjen svävflugor.
Artens utbredningsområde är Egypten. Inga underarter finns listade i Catalogue of Life.